# Зник друг
«Зник друг» («Пропал друг») — радянський художній фільм 1990 року, знятий режисером Агасі Бабаяном на студії «Центрнаукфільм».

## Сюжет
Мама дванадцятирічної Ніни повертається з поїздки та дізнається, що дочка у лікарні. Причина шокового стану дівчинки — зникнення улюбленого пса. На шляху до свого будинку собаку чекає багато випробувань і пригод.

## У ролях
- Лілія Захарова — Віра Петрівна
- Марина Кузнецова — Ніна Коренєва
- Едуард Бочаров — Павло Колмаков, капітан міліції
- Микола Погодін — лісник
- Рома Баришев — Альошка, син лісника
- Микола Дьомін — дитячий лікар
- Володимир Нікітін — лікар
- В. Юревич — роль другого плану
- Світлана Швайко — Лілія Вікторівна, вихователька
- Лариса Васильєва — роль другого плану
- Олександр Добриков — Коля
- Михайло Єфімов — Мишко
- Женя Михайленко — роль другого плану
- Аня Білялова — роль другого плану
- Наталія Громова — Валя Кожевникова, старший лейтенант
- Володимир Громов — роль другого плану
- Олександр Орлов — роль другого плану
- Юрій Рогунов — живодер з кооперативу «Дружок»
- А. Громов — роль другого плану
- Віктор Філіппов — продавець шапок
- Вадим Захарченко — продавець щенят
- Володимир Шихов — лейтенант
- Віктор Уральський — Віктор, сусід
- Олег Голубицький — майор міліції
- Оксана Дворецька
- А. Дягілєв — епізод
- Р. Матюніна — епізод
- І. Юркін — епізод
- С. Кузнецов — епізод
- Даша Кровопускова — епізод

## Знімальна група
- Режисер — Агасі Бабаян
- Сценаристи — Агасі Бабаян, Олексій Леонтьєв
- Оператор — Олександр Павлов
- Композитор — Михайло Екімян
- Художники — Валентин Катков, Борис Щербаков